# Nyírbátor
Nyírbátor is een plaats (város) en gemeente in het Hongaarse comitaat Szabolcs-Szatmár-Bereg. Nyírbátor telt 13 191 inwoners (2005).

## Geboren
Elisabeth Báthory (1560-1614) Hongaarse gravin, de bekendste seriemoordenaar in de Slowaakse en Hongaarse geschiedenis en staat in het Guinness Book of Records als moordenares met de meeste doden op haar naam.